# Za rastanak oboje smo krivi/Srce moje kad voliš što patiš
Za rastanak oboje smo krivi/Srce moje kad voliš što patiš je četvrta singl-ploča pevačice Merime Njegomir. Objavljena je 17. oktobra 1979. godine u izdanju Jugoton-a i ovo je bila Merimina treća ploča objavljena te godine, posle ploča Hej, rodni kraju moj u martu i Samo jedna reč u maju.

## Pesme
| Strana | Pesma                         | Muzika                   | Tekst                    |
| ------ | ----------------------------- | ------------------------ | ------------------------ |
| А      | Za rastanak oboje smo krivi   | Predrag Živković Tozovac | Predrag Živković Tozovac |
| B      | Srce moje kad voliš što patiš | Predrag Živković Tozovac | Predrag Živković Tozovac |

## Spoljašnje veze
- Informacije na discogs.com